# چرنوفکا (باشقیرستان)
چرنوفکا (انگلیسی: Chernovka, Republic of Bashkortostan) یک شهرک در شهرستان بلورتسکی باشقیرستان کشور روسیه است.